# Erica albens
Erica albens är en ljungväxtart som beskrevs av Carl von Linné. Erica albens ingår i släktet klockljungssläktet, och familjen ljungväxter. Utöver nominatformen finns också underarten E. a. longiflora.